# Mala pagoda divjih gosi
Mala pagoda divje gosi (kitajsko: 小雁塔; pinjin: Xiǎoyàn Tǎ), je ena od dveh pomembnih pagod v Šjanu v provinci Šaanši na Kitajskem, kjer je stala stara prestolnica dinastij Han in Tang, Čangan. Druga pomembna pagoda je Velika pagoda divje gosi, prvotno zgrajena leta 652 in obnovljena leta 704. Ta pagoda je bila skupaj z Veliko pagodo divje gosi in drugimi kraji vzdolž svilne poti leta 2014 vpisana na seznam svetovne dediščine Unesca kot območje svetovne dediščine Svilna pot v gorovju Tjanšan.

## Zgodovina
Mala pagoda divje gosi je bila zgrajena med letoma 707 in 709, v času dinastije Tang pod cesarjem Džongdzongom iz Tanga (vladal 705–710). Pagoda je bila visoka 45 metrov do potresa v provinci Šaanši leta 1556. Potres je pagodo stresel in jo poškodoval, tako da zdaj stoji do višine 43 metrov s petnajstimi nadstropji. Pagoda ima opečnato ogrodje, zgrajeno okoli votle notranjosti, njena kvadratna osnova in oblika pa odražata slog gradnje drugih pagod iz tistega obdobja.
V času dinastije Tang je Mala pagoda divje gosi stala nasproti svojega matičnega templja, templja Dadžjanfu. Romarji so v tempelj in pagodo prinašali svete budistične spise iz Indije, saj je bil tempelj eno glavnih središč za prevajanje budističnih besedil v Čanganu. Tempelj je bil starejši od pagode, saj je bil ustanovljen leta 684, natanko 100 dni po smrti cesarja Gaodzonga iz dinastije Tang (vladal 649–683). Cesar Džongdzong je podaril svojo rezidenco za gradnjo novega templja tukaj in ga ohranil za 200 menihov v čast svojega pokojnega očeta Gaodzonga. Tempelj se je prvotno imenoval Dašjanfusi ali Veliki samostan ponujenih blagoslovov, ki ga je ustanovil Džongdzong, dokler ga cesarica Vu Dzetian leta 690 ni preimenovala v Dadžjanfusi.

## Arhitektura
Mala pagoda divje gosi je pagoda iz opeke, ki jo sestavljajo podzemna palača, podstavek, telo in napušč itd. Pagoda je štirikotne oblike. Vrh pagode je bil med velikim potresom v 34. letu vladavine dinastije Ming (1556) uničen v dveh nadstropjih, obstoječih pa je 13. Skupna višina pagode je bila leta 1989 izmerjena na 43,395 metra, spodnja stranica je bila dolga 11,38 metra, razmerje med višino in spodnjo stranico pa je bilo 100:26.
Prva plast Male pagode divje gosi odpira vrata na severu in jugu pagode za dostop. Severni in južni podboji vrat so izdelani iz zelenega kamna. Okvir kamnitih vrat je izklesan s tipičnimi budističnimi alegoričnimi dekorativnimi motivi, kot so nebesna bitja in trte, ugodni oblaki in Džalinpura, kar odraža umetniški slog zgodnje dinastije Tang. Leteče nebo je bilo v staroindijski mitologiji prvotno bog pesmi, plesa in zabave.